# Fritz von Eichmann
Fritz von Eichmann (* 23. Januar 1866 in Petrópolis; † 29. Juni 1918) war ein deutscher Verwaltungsbeamter.

## Leben

### Familie
Fritz von Eichmann war Sohn des kaiserlichen Gesandten Friedrich von Eichmann und der Emilie „Emmy“ geb. Wietzlow. Sein Großvater war preußischer Innenminister und Oberpräsident der Rheinprovinz und der Provinz Preußen Franz August Eichmann. Einer seiner Brüder war der Landrat und Rittergutsbesitzer Franz von Eichmann.

### Werdegang
Nach dem Besuch des Gymnasiums in Glogau studierte Fritz von Eichmann an der Rheinischen Friedrich-Wilhelms-Universität Bonn und der Alma Mater Lipsiensis Rechtswissenschaften. 1886 wurde er Mitglied des Corps Borussia Bonn. Nach dem Studium trat er in den preußischen Staatsdienst ein. Von 1902 bis 1905 war er Landrat des Kreises Pleschen. Von 1917 bis zu seinem Unfalltod 1918 war er Regierungspräsident des Regierungsbezirkes Aurich. Von Eichmann war Offizier der Landwehr.